# A magyar labdarúgó-válogatott mérkőzései 1942-ben
A magyar labdarúgó-válogatottnak 1942-ben három találkozója volt, a mérleg egy-egy győzelem döntetlen és vereség.
Szövetségi kapitányok:
- Fábián József 237–238.
- Vághy Kálmán 239.

## Eredmények
| 237. mérkőzés 1942. május 3. | Magyarország                                         | 3 – 5             | Németország                                  | Üllői út, Budapest Nézőszám: 40 000 Játékvezető: Rinaldo Barlassina (ITA) |
| 237. mérkőzés 1942. május 3. | Nagymarosi 18' (11-esből) Zsengellér 30' Tihanyi 45' | (3 – 1) Részletek | Walter 16' 65' Janes 59' Dörfel 70' Sing 89' | Üllői út, Budapest Nézőszám: 40 000 Játékvezető: Rinaldo Barlassina (ITA) |

| 238. mérkőzés 1942. június 14. | Magyarország | 1 – 1             | Horvátország | Üllői út, Budapest Nézőszám: 28 000 Játékvezető: Friedrich Müller (GER) |
| 238. mérkőzés 1942. június 14. | Szusza 60'   | (0 – 0) Részletek | Plese 78'    | Üllői út, Budapest Nézőszám: 28 000 Játékvezető: Friedrich Müller (GER) |

| 239. mérkőzés 1942. november 1. | Magyarország                       | 3 – 0             | Svájc | Üllői út, Budapest Nézőszám: 35 000 Játékvezető: Helmut Fink (GER) |
| 239. mérkőzés 1942. november 1. | Bodola 30' Németh 73' Tóth III 79' | (1 – 0) Részletek |       | Üllői út, Budapest Nézőszám: 35 000 Játékvezető: Helmut Fink (GER) |

## Külső hivatkozások
- A magyar válogatott összes mérkőzése (magyarul)
- A magyar válogatott a soccerbase-en (angolul)
- A magyar válogatott mérkőzései (1942)

## Lásd még
- A magyar labdarúgó-válogatott mérkőzései (1930–1949)
- A magyar labdarúgó-válogatott mérkőzései országonként